# Terazosin
Terazosin ist ein Arzneistoff aus der Gruppe der Alphablocker, der zur Behandlung der klinischen Symptome sowie der  Blasenentleerungsstörungen bei benigner Prostatahyperplasie (BPH)
und – als Reservemedikament – zur Therapie der arteriellen Hypertonie verwendet wird. Terazosin wurde 1977 von Abbott (Handelsname Hytrin®) patentiert und ist als Generikum im Handel.
Es gehört zusammen mit Doxazosin und Indoramin zu den Prazosin-Derivaten, im Gegensatz zu Prazosin hat es jedoch eine höhere Bioverfügbarkeit (90 %) und eine längere Halbwertszeit (10–18 h).
Über kompetivien Antagonismus am postsynaptischen α1-Adrenozeptor hemmt es die Wirkung von Noradrenalin und wirkt damit sympatholytisch. Über die hierdurch vermehrte Bindung von Noradrenalin an die präsynaptischen α2-Adrenozeptoren kommt es zusätzlich zu einer Wirkungsverstärkung.
Die hierdurch erreichte Blutdrucksenkung (mit Senkung von Pre- und Afterload) macht man sich in der Therapie der arteriellen Hypertonie zunutze.

## Handelsnamen
- Monopräparate: Flotrin (D), Heitrin (D), Hytrin (CH), Tera TAD (D), Terablock (D), Teranar (D), Terazid (D), Urocard (A), Uroflo (A),  Urozosin (D), Vicard (A)